# 威斯林山脈
在托爾金（J. R. R. Tolkien）的小說裡，威斯林山脈（Ered Wethrin）是第一紀元位於中土大陸北部的山脈。
威斯林山脈是一道由東至西的山脈，多爾露明（Dor-lómin）及米斯林（Mithrim）位於山脈以北，貝爾蘭（Beleriand）位於山脈以南，山脈的東部轉而彎曲向東北，形成希斯隆（Hithlum）的邊界。山脈西南的一連串山丘則是內佛瑞斯特（Nevrast）的南界。米斯林山脈（Mountains of Mithrim）是向西北的一條山脊，將多爾露明和米斯林割開。
多條河流發源自威斯林山脈，包括納羅戈河（Narog）、泰戈林河（Teiglin）及西瑞安河（Sirion）。威斯林山脈的東端接近艾可瑞亞斯（Echoriath）。
維拉（Valar）在第一紀元末重塑中土大陸，威斯林山脈消失在海浪之下。